# Flournoy Miller
Flournoy Eakin Miller (Columbia, 14 aprile 1885 – Hollywood, 6 giugno 1971) è stato un comico, attore e commediografo statunitense.
Tra il 1905 e il 1932 circa formò un popolare duo comico, Miller e Lyles, con Aubrey Lyles. Scrisse molti spettacoli di successo di vaudeville e di Broadway, tra cui l'importante Shuffle Along (1921). Inoltre, tra gli anni '30 e '50, lavorò su diversi film con cast interamente composti da afroamericani.